# Mulbarton
Mulbarton är en ort och civil parish i Storbritannien.   Den ligger i grevskapet Norfolk och riksdelen England, i den sydöstra delen av landet, 150 km nordost om huvudstaden London. Mulbarton ligger 43 meter över havet och antalet invånare är 2 702.
Terrängen runt Mulbarton är platt. Runt Mulbarton är det ganska tätbefolkat, med 124 invånare per kvadratkilometer. Närmaste större samhälle är Norwich, 8,8 km nordost om Mulbarton. Trakten runt Mulbarton består till största delen av jordbruksmark.